# سنكات
سنكات مدينة تقع في ولاية البحر الأحمر بالسودان على ارتفاع 876 متر (2,874 قدم) فوق سطح البحرعلى بعد 1059 كيلومتر (658 ميل) من العاصمة الخرطوم و124 كيلومتر (77 ميل) من مدينة بورتسودان وقد لعبت دوراً محورياً في تاريخ شرق السودان إبان الثورة المهدية وتعتبر إحدى المحطات الرئيسية في الطرق البرية وخطوط السكة الحديدية الرابطة بين الخرطوم ووسط السودان وشماله بميناء بورتسودان، الميناء الرئيسي للسودان.

## معنى التسمية
الاسم «سنكات» مشتق من كلمة «سنكيت» بلغة الهدندوة ومعناها الأرض المرتفعة. ويطلق على أهل وسكان سنكات السنكاتكناب.

## التاريخ

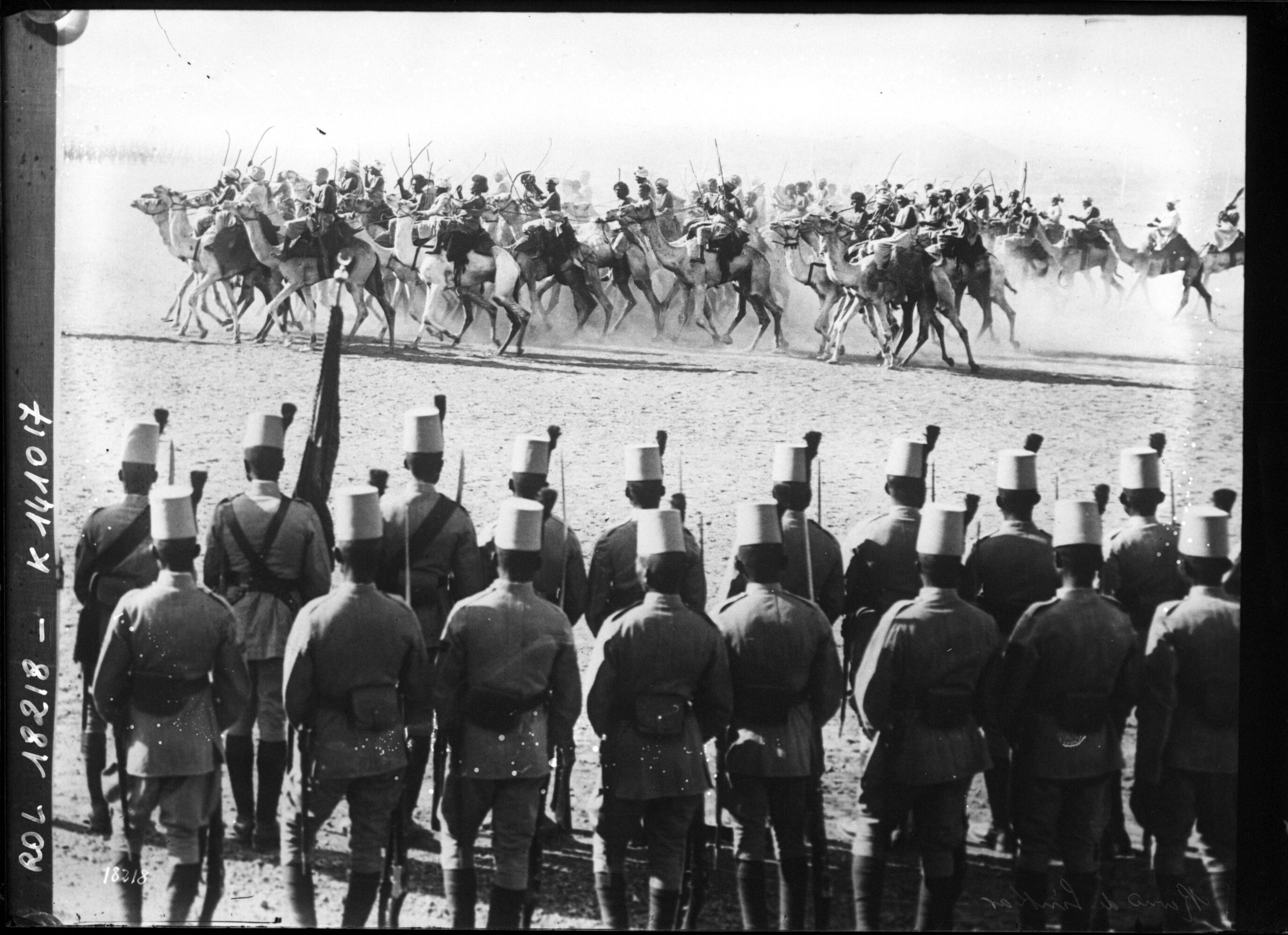
الاحتفالات والتكريمات والتحية العسكرية -- التصوير الصحفي السوداني -- 1900-1945/سنكات

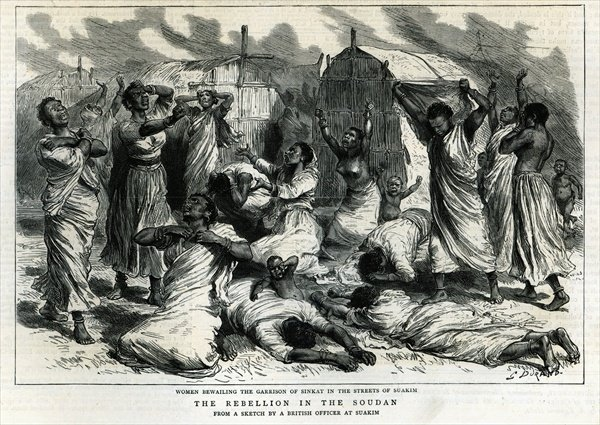
نساء ينتحبن حامية سنكات في شوارع سواكن، التمرد في السودان.1884

تعتبر سنكات من اقدم المراكز الاستيطانية بعد مدينة سواكن التي استوطنها انسان شرق السودان عامة ومنطقة البحر الأحمر بشكل خاص. وازدهرت في عهد التركية السابقة والدولة المهدية خاصة من الناحيتين التجارية والدينية. وتطورت إلى مركز إداري أثناء الحكم الثنائي الإنجليزي المصري للسودان، حتى صارت أهم مركز لعموم قبائل البجا. حيث تعقد فيها دورات مؤتمرات نظاراتها. 

### حقبة الدولة المهدية

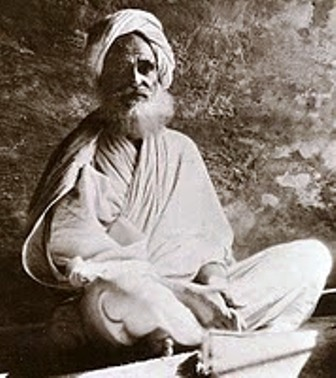
عثمان دقنة

بدأ قائد المهدية الأمير عثمان دقنة حروبه التحررية ضد الاتراك بهجوم مباغت على مدينة سنكات، إلا أن الحامية العسكرية فيها ردته على أعقابه، ومع ذلك ظل يناوش الحامية التي أرسل قادتها تجريدة قوامها 156 فردا بقيادة البكباشـي محمود أفندي خليل لإيقافه والتقى دقنة بتلك القوة في معركة صغيرة في خـور إيتت انتصـر فيها دقنة الذي قرر بعد ذلك فرض حصار محكمٍ على الحامية حتى سقطت سنكات فقام بضمها إلى دولة المهدية في يوم الجمعة 8  فبراير / شباط 1884 م. وشهدت سنكات معركتين حربيتين أخريين ضمن حروب الثورة المهدية خاضهما عثمان دقنة احداهما في اوكاك في أغسطس / آب سنة 1883 والأخرى في ابنت في أكتوبر / تشرين الأول 1883.

## السكان
يبلغ تعداد سكان سنكات حوالي 159,085 (حسب إحصاء عام 2008)

## الموقع

موقع سنكات الجغرافي/السودان

تقع سنكات في جنوب غرب ولاية البحر الأحمر بين خطي عرض 35.20 درجة و37.30 درجة شمالاً وخطي الطول 17.00 و19.15 شرقاً 
وتحدها من الشرق محلية سواكن ومن الشمال محلية القنب والأوليب ومن الناحية الغربية الجنوبية محلية هيا.

## المساحة
تقدر مساحة محلية سنكات بحوالي 25 الف كيلومتر مربع (15 الف ميل مربع). 

## التضاريس

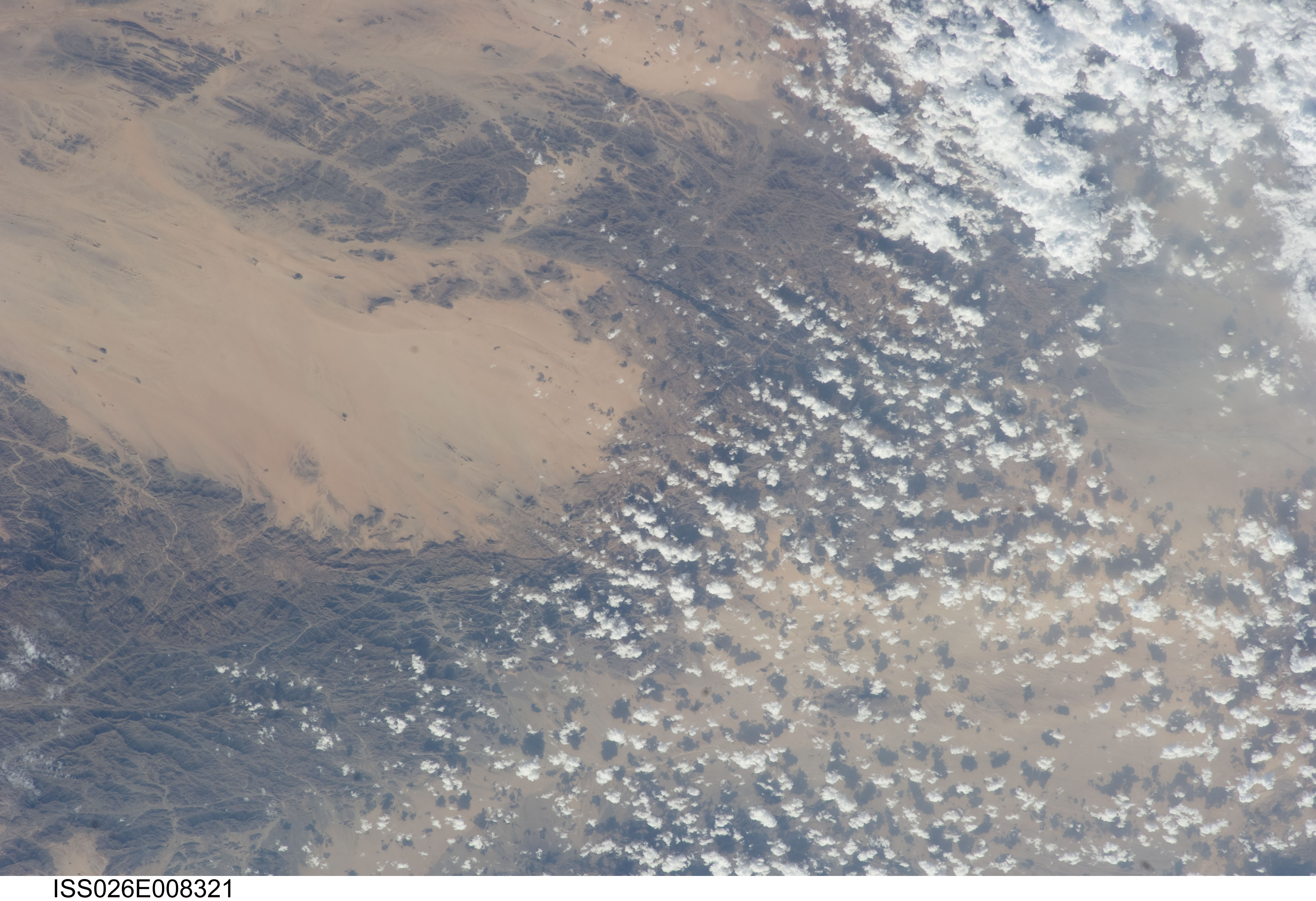
جنوب سنكات/منظر للسودان تم التقاطه خلال رحلة المحطة الفضائية الدولية رقم 26.

تتميز تضاريس المنطقة بوجود سلسلة من الجبال والتلال تتدفق منها مياه الأمطار في اتجاهين من خط تقسيم المياه اتجاه نحو الناحية الشمالية والشرقية لتصب المياه في البحر الأحمر والإتجاه الآخر نحو الجنوب الغربى إلى نهر النيل عبر منطقة هيا وتخلل المنطقة خيران موسمية تنتهى بدلتاوات واسعة ومنها خور وأوتكمات. ومن التلال الموجودة بالمنطقة جبل تاراساي وارتفاعه 607 متر (1991.469 قدم) فوق سطح البحر.

## المناخ
يسود سنكات المناخ الصحراوي الجاف مع صيف حار جدًا في الفترة ما بين شهر يوليو/ تموز وسبتمبر/ أيلول وشتاء معتدل لطيف في شهري أكتوبر/ تشرين الأول ونوفمبر / تشرين الثاني وتشهد الفترة  يونيو / حزيران – يوليو/ تموز – أغسطس / آب سقوط أمطار موسمية ضئيلة عندما تهب نحو المنطقة الرياح الشرقية المحملة بالرطوبة ليصل منوسط معدل هطول الأمطار فيها إلى 62 مليمتر (2,44 بوصة) في السنة. وعلى الرغم من ضآلة معدلات الأمطار وعدم انتظامها في كل شهر تقريبًا من العام، ألا أن سنكات أكثر برودة بخمس درجات من مدينة سواكن الساحلية المجاورة (حوالي 42 ميل أي 67.5 كيلومتر تقريباً)، وذلك لوقوعها على ارتفاع يقارب 900 متر فوق مستوى سطح البحر.
وتعتبر سنكات ثاني مدينة من حيث الطقس المعتدل في الولاية بعد أركويت ولذلك هي ملجأ من حرارة الجو والرطوبة العالية لسكان ساحل البحر الأحمر وتساعد في ذلك أمطارها الصيفية.
جدول يبين درجات الحرارة المئوية في سنكات خلال العام ومعدلات تساقطات الأمطار فيها.
| متوسط حالة الطقس في سنكات           | متوسط حالة الطقس في سنكات | متوسط حالة الطقس في سنكات | متوسط حالة الطقس في سنكات | متوسط حالة الطقس في سنكات | متوسط حالة الطقس في سنكات | متوسط حالة الطقس في سنكات | متوسط حالة الطقس في سنكات | متوسط حالة الطقس في سنكات | متوسط حالة الطقس في سنكات | متوسط حالة الطقس في سنكات | متوسط حالة الطقس في سنكات | متوسط حالة الطقس في سنكات | متوسط حالة الطقس في سنكات | متوسط حالة الطقس في سنكات |
| درجة الحرارة                        | درجة الحرارة              | درجة الحرارة              | درجة الحرارة              | درجة الحرارة              | درجة الحرارة              | درجة الحرارة              | درجة الحرارة              | درجة الحرارة              | درجة الحرارة              | درجة الحرارة              | درجة الحرارة              | درجة الحرارة              | درجة الحرارة              | درجة الحرارة              |
| الشهر                               | يناير                     | فبراير                    | مارس                      | ابريل                     | مايو                      | يونيو                     | يوليو                     | اغسطس                     | سبتمبر                    | أكتوبر                    | نوفمبر                    | ديسمبر                    |                           | المتوسط                   |
| ----------------------------------- | ------------------------- | ------------------------- | ------------------------- | ------------------------- | ------------------------- | ------------------------- | ------------------------- | ------------------------- | ------------------------- | ------------------------- | ------------------------- | ------------------------- | ------------------------- | ------------------------- |
| الدرجة القصوى (بـ م°)               | 23.3                      | 24.6                      | 27.8                      | 31.3                      | 35.6                      | 37.9                      | 36.3                      | 35.8                      | 36.5                      | 31.9                      | 25.8                      | 24.9                      |                           | 31                        |
| الصغرى;(بـ م°)                      | 13.7                      | 13.2                      | 14.2                      | 33                        | 25                        | 21                        | 21                        | 21                        | 21                        | 21                        | 21                        | 18                        |                           | 20,5                      |
| هطول الأمطار                        |                           |                           |                           |                           |                           |                           |                           |                           |                           |                           |                           |                           |                           |                           |
| الشهر                               | يناير                     | فبراير                    | مارس                      | ابريل                     | مايو                      | يونيو                     | يوليو                     | اغسطس                     | سبتمبر                    | أكتوبر                    | نوفمبر                    | ديسمبر                    |                           | السنوي                    |
| متوسط هطول الأمطار (بـ مم)          | 5                         | 1                         | 0                         | 3                         | 8                         | 3                         | 25                        | 37                        | 9                         | 8                         | 6                         | 4                         |                           | 109                       |
| المصدر: source 1 = Climate-Data.ORG |                           |                           |                           |                           |                           |                           |                           |                           |                           |                           |                           |                           |                           |                           |

## النشاط الاقتصادي
يعتمد اقتصاد سنكات على الرعي وتربية الحيوان والزراعة التقليدية الموسمية وهو ما يشكل أكثر المهن التي يمارسها السكان في ريف سنكات أما في المناطق الحضرية فأن المهنة السائدة تتمثل في الخدمات كتجارة التجزئة وخدمات المصالح الحكومية وبعض الأعمال الخدمية الصغيرة.

## النقل
تعتبر سنكات محطة ربط في الطرق المؤدية إلى ميناء بورتسودان خاصة خط السكة الحديدية والتي بربط العاصمة الخرطوم بمدينة بورتسودان مرورا بمدينة ود مدني في وسط مشروع الجزيرة الزراعي ومدينة القضارف التي تتوسط مشاريع الزراعة الآلية.
ويمكن الوصول إلى المدينة انطلاقا من الخرطوم في حوالي 9 ساعات عبر طريق القرير الدائري.

## المسافة بين سنكات وبعض مدن السودان
| المدبنة      | الميل | الكيلومتر |
| ------------ | ----- | --------- |
| سواكن        | 42    | 5 .67     |
| بورتسودان    | 77    | 134       |
| طوكر         | 105   | 167       |
| بربر         | 251   | 404       |
| عطبرة        | 230   | 370       |
| كسلا         | 276   | 444       |
| شندي         | 317   | 510       |
| الخرطوم بحري | 421   | 677       |
| ود مدني      | 547   | 880.3     |
| الخرطوم      | 658   | 1059      |
| أم درمان     | 699   | 1125      |
| كوستي        | 687   | 1105.6    |

## مشاهير سنكات
- الأمير عثمان دقنة، أحد قادة الدولة المهدية البارزين
- الفريق إبراهيم عبود رئيس المجلس الأعلى للقوات المسلحة السوداني
- الفريق أحمد محمدعلي أول قائد عام للجيش السوداني
- حامد شاش، حاكم اقليم سابق
- الشاعر حسين بازرعة
- مريم بنت الميرغني ابن محمد عثمان الختم مؤسس الطريقة الختمية (حيث يوجد ضريحها في سنكات)،